# 业余无线电卫星
业余无线电卫星（英语：amateur radio satellite）是由业余无线电操作员建造和使用的人造卫星。这些卫星使用业余无线电频率分配来促进业余无线电电台之间的通信。
有许多业余卫星都获得了OSCAR（全称：Orbiting Satellite Carrying Amateur Radio）认证。该名称由AMSAT指定，一个致力于推动业余无线电卫星开发和发射的组织。由于这种名称的普遍性，业余无线电卫星通常被称为OSCAR。
持有执照的业余无线电操作员可以免费使用这些卫星进行语音（ FM 、 SSB ）和数据（ AX.25 、分组无线电、 APRS ）通信。目前已有超过18颗完全可操作的业余无线电卫星在轨道上运行。 它们的作用包括作为中继器、线性转发器以及存储转发的中继器。
业余无线电卫星促进了卫星通讯科技。贡献包括了第一个卫星语音应答器（OSCAR 3）和高度先进的数码存储转发讯息应答机的技术发展。
业余无线电卫星的社区经常活跃于建造卫星和寻找卫星发射机会。由于发射新卫星以及旧卫星的故障，卫星运行列表需要定期更新。当前的相关信息由AMSAT发布。在过去二十年里， AMSAT除了分配OSCAR编号外，并未积极参与大多数业余卫星的发射和运营。

## 历史

### OSCAR 1

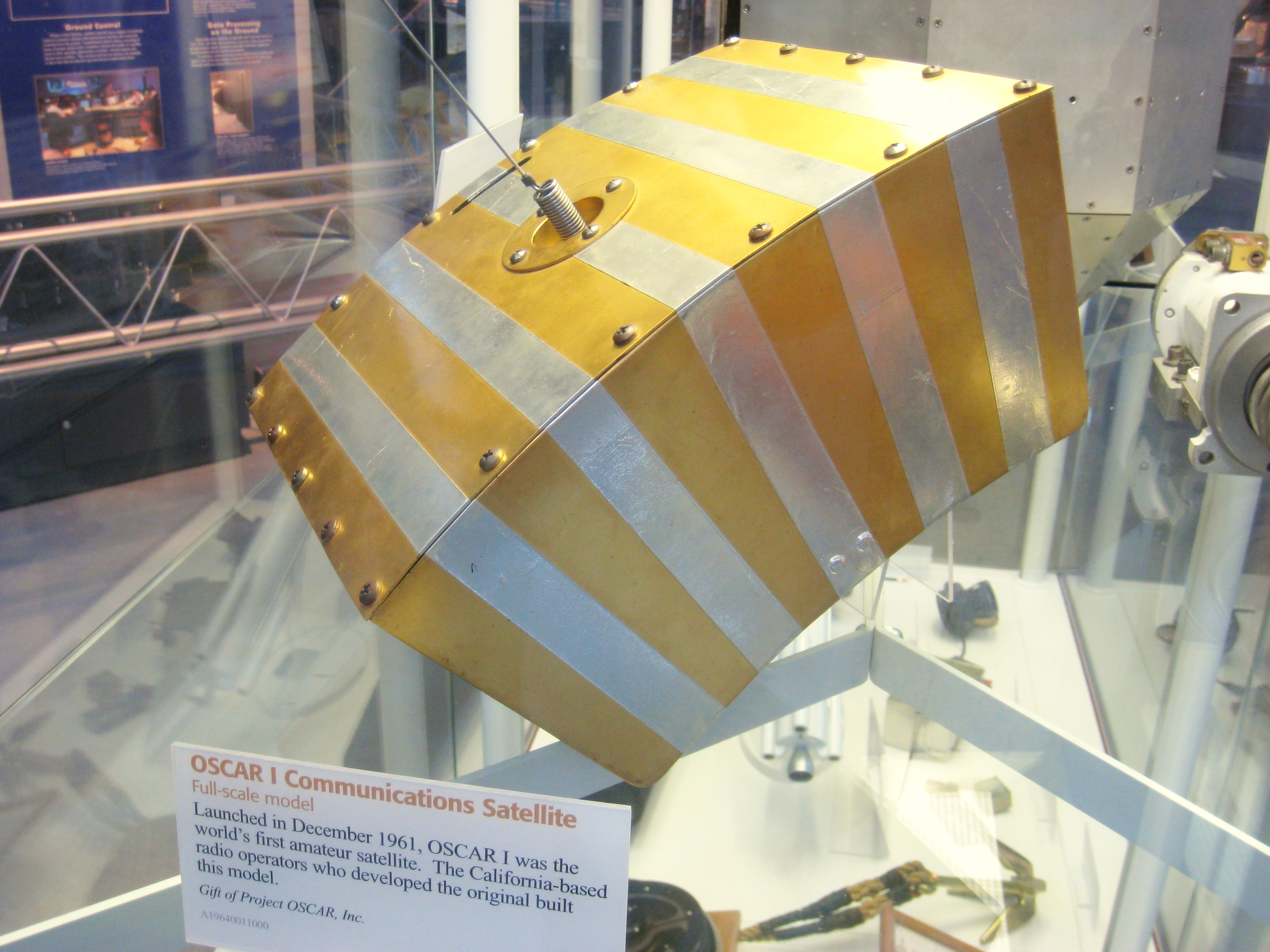
于1961年发射的第一颗业余无线电卫星OSCAR 1

OSCAR 1为第一颗业余卫星，于1961年12月12日发射，距离世上第一颗卫星Sputnik I的发射仅四年。这颗卫星必须建造成非常特殊的形状和重量，以便可以放置于运载火箭的载荷重量之一。OSCAR 1是第一颗作为次要的有效载荷（主要有效载荷是Discovery 36）弹出并进入单独轨道的卫星。它没有携带任何机载推进器，所以它的轨道很快就衰退了。尽管OSCAR 1只在轨道运行了22天，但它取得了立即的成功，并推动了后续的任务。有来自28个国家的570多名业余无线电操作员向奥斯卡计划转发了观察结果。

### OSCAR 10
OSCAR 10的大部分组件都是现成的。 该项目由Jan King领导。太阳能电池是以10或20个为一批，购买自Radio Shack，然后由小组成员测试其效率。最高效的电池被保留用于该项目，而其余的则归还给了RadioShack。准备就绪后，OSCAR 10被安装在私人飞机上，并飞行了数次以评估其性能和可靠性。参加了飞机测试的人员获得了特殊的QSL 卡。之后，卫星被运往肯尼迪航天中心，并被安装在了运载火箭的第三级上。OSCAR 10高1.35米，宽2.0米，而在发射时为140公斤重。

### 其他卫星
除OSCAR之外，其他项目还包括了1982 年左右的 Iskra（苏联）、1986 年的JAS-1（Fuji-OSCAR 12）（日本）、RS（苏联和俄罗斯）和CubeSats 。 （日语维基百科中有主要业余卫星的列表）。

## 硬件
第一颗业余卫星装有遥测信标。自1965年以来，大多数OSCAR都携带了线性转发器，以进行实时双向通信。有些卫星有用于存储转发数码通信的公告板，或用于直接连接分组无线电的数码中继器。

## 轨道
业余卫星通常被發射至低地球轨道和高椭圆轨道。